# Roberta Gregory
Roberta Gregory (Los Ángeles, 1953), autora de cómic underground estadounidense, cuyo personaje más famoso es, hasta la fecha, Bitchy Bitch.
En 1974, mientras estaba en la universidad, empezó a trabajar como historietista profesional con las tiras cómicas Feminist Funnies. Pocos meses después publicó su primera historia en un comic-book, Wimmen's Comix, pronto sucedido por su propio comic-book, Dynamite Damsels. Desde esta primera etapa se observa una importancia fundamental de las pioneras del cómic feminista Joyce Farmer y Lyn Chevli.
En los años 1980 su pluma dio origen a Winging it y a Sheila and the Unicorn, que empezaron a publicarse en libro en 1988. Un año después tuvo lugar el nacimiento de Naughty Bits, la serie cómica que dio origen a Bitchy Bitch. El primer número de Bitchy Bitch, publicado por Fantagraphics Books, apareció en 1991. 
Ha recibido varios premios y nominaciones entre los que se encuentran diversas nominaciones a los premios Eisner, un premio de la Cartoonists Northwest's Toonie, y el premio Haxtur del Salón Internacional del Cómic de Asturias en Gijón en 2003.